# SMS Oldenburg (1884)
O SMS Oldenburg foi um navio ironclad operado pela Marinha Imperial Alemã no final do século XX e início do século XX. Sua construção começou em 1883 nos estaleiros da AG Vulcan Stettin em Estetino, sendo lançado ao mar em dezembro do ano seguinte e comissionado na frota alemã em abril de 1886. A embarcação originalmente seria o quinto membro da Classe Sachsen de ironclads, porém limitações orçamentárias e insatisfações com a classe levaram a mudanças de projeto que deixaram o Oldenburg pouco parecido com navios anteriores. Era armado com oito canhões de 240 milímetros à meia-nau, seis casamatas no convés principal e dois diretamente acima nas laterais.
O Oldenburg teve uma carreira relativamente tranquila na Marinha Imperial. Ele participou regularmente de manobras de treinamento em frota no final da década de 1880 e início da de 1890, porém passou a maior parte da segunda metade da década de 1890 na reserva. Sua única grande designação ocorreu entre 1897 e 1898 quando juntou-se a uma demonstração naval internacional com o objetivo de protestar a anexação de Creta pela Grécia. A embarcação foi retirada de serviço em 1900 e usada como um navio de defesa de costa. De 1912 a 1919 foi usado pela Frota de Alto-Mar como alvo de tiro durante exercícios, sendo depois disso vendido e desmontado como sucata.